# ناحیه کلفاکس (شهرستان هورون، میشیگان)
ناحیه کلفاکس (به انگلیسی: Colfax Township) یک منطقهٔ مسکونی در ایالات متحده آمریکا است که در شهرستان هیورن، میشیگان واقع شده‌است.
 ناحیه کلفاکس ۹۰٫۵ کیلومتر مربع مساحت و ۱٬۹۵۴ نفر جمعیت دارد و ۲۲۲ متر بالاتر از سطح دریا واقع شده‌است.